# Operazione Štorm 333
Operazione Štorm 333 (Шторм-333, Tempesta-333) fu il nome in codice di un'operazione originariamente prevista per la data del 14 dicembre 1979 ma posticipata al 27 dicembre, nella quale le forze speciali sovietiche presero d'assalto il Palazzo Tajbeg in Afghanistan e catturarono il presidente afgano Hafizullah Amin. Un numero imprecisato di guardie del palazzo furono uccise mentre 150 furono catturate. Il figlio undicenne morì in conseguenza delle ferite da schegge. I sovietici insediarono Babrak Karmal come successore di Amin.
Molti altri edifici governativi furono occupati durante l'operazione, inclusi l'edificio del ministero dell'interno, il palazzo della sicurezza interna (KHAD) e il palazzo dello stato maggiore (Palazzo Darul Aman). I veterani del Gruppo Alpha considerano questa operazione come una delle più riuscite nella storia del gruppo.

## Forze sovietiche
Presero parte nell'operazione 24 uomini del Гром (Grom – "Tempesta") unità del Gruppo Alpha e 30 operatori di uno speciale gruppo del KGB Зенит (Zenit – "Zenith"), successivamente noto come Vympel. Vi furono, inoltre, 87 soldati di una compagnia del 345ª Guardie Reggimento aerotrasportato. 520 uomini del 154º Battaglione Specnaz del Ministero della Difesa dell'URSS, conosciuto come "Battaglione Mussulmano" (in quanto esso consisteva, esclusivamente, di soldati provenienti dalle repubbliche meridionali dell'URSS). Questo battaglione fucilieri motorizzato si era formato in Unione Sovietica, precedentemente al 1979 su specifica richiesta del Presidente afgano, per proteggere la propria residenza in quanto non poteva contare sulle truppe afgane. Queste truppe di supporto non furono dotate di protezioni balistiche od elmetti, ma uno dei componenti ricorda che un caricatore nascosto nei suoi vestiti lo protesse da un colpo di pistola mitragliatrice.